# Аликвотно певање
Аликвотно певање (енгл. overtone singing или harmonic singing). је специфична техника каналисаног певања. То је резонантно издржавање основне тонске фреквенције која певачу омогућава да пева више од једног тона у исто време (основни + горњи аликвотни тон или више њих).
Певач тако, помоћу посебно формиране артикулације гласовног апарата, постиже невероватно појачање аликвотних тонова основне фреквенције које може да мења по жељи - изменом облика резонантне шупљине уста, ларинкса и фаринкса.

## Туванско грлено певање
Туванско грлено певање (höömij на монголском значи грло) је посебна варијанта аликвотног певања коју упражњавују углавном монголска племена, Туванци из јужног Сибира.
Суштина и уметност овог врло популарног традиционалног и старог туванског грленог пјевања који се преноси с колена на колено, је стварање непојмљивог звука, тако што један или више тонова истовремено звучи заједно са основним тоном.
Грлени певач вешто влада резонанцама и шупљинама главе док ваздух путује из плућа, пролазећи поред гласних жица до усана које мењањем облика производе специфичну мелодију. Положај језика у усној шупљини, која се користи као резонатор, има веома битну улогу (обично је „везан“ за предње горње зубе).
Верује се да је туванско грлено певање настало као последица имитирања физичких и метафизичких звукова из природе (опонашање звукова које производе животиње, ветар, вода), погодног географског положаја и културе туванског народа.
Ови певачи путују и траже отворене простране пејзаже који им омогућују да се звук простире на велику даљину.
Туванско грлено певање има много варијанти и стилова. Већина њих су тесно повезани са стиловима и варијантама које се негују у суседној Монголији.
Културе у овом делу Азије развиле су многе нама непознате инструменте. Најчеће је у употреби morin khuur (читај морин хур), дрвени древни гудачки инструмент који има две жице и служи као пратећи инструмент за грлено певање, а наравно и за соло свирање. На самом врху инструмента налази се изрезбарена глава коња (Морин Хур, енгл. Horse Fiddle или преведено: виолина с коњском главом) (види слику десно).
Своје традиционално умеће грленог певања Туванци негују и у певачким друштвима, приказујући га на многим националним и интернационалним фестивалима.